# Dragan Momić
Dragan Momić (serbisch-kyrillisch Драган Момић; * 28. November 1963 in Vrbas, SFR Jugoslawien) ist ein serbischer Sportfunktionär und ehemaliger Handballspieler.

## Karriere

### Verein
Dragan Momić spielte in Jugoslawien für den RK Vrbas, den RK Apatin und den RK Vojvodina. Mit dem Ausbruch der Jugoslawienkriege verließ der Kreisläufer seine Heimat im Jahr 1992 und wechselte nach Spanien zu Juventud Alcalá. Bereits nach einer Saison kehrte er zurück und spielte für den RK Partizan Belgrad, mit dem er 1994 und 1995 die Meisterschaft sowie 1994 zusätzlich den Pokal gewann. Bis zu seinem Karriereende im Sommer 2001 lief er für den RK Vrbas und eine weitere Saison für Partizan auf.

### Nationalmannschaft
Mit der Nationalmannschaft der Bundesrepublik Jugoslawien gewann Dragan Momić bei der Europameisterschaft 1996 die Bronzemedaille und belegte den neunten Platz bei der Weltmeisterschaft 1997.

## Funktionär
Momić arbeitet seit 2021 als Technischer Direktor beim RK Vojvodina. Seitdem wurde die Mannschaft zweimal serbischer Meister und gewann den EHF European Cup 2022/23.